# Добри приятели
„Приятели завинаги“ (на турски: Arkadaşlar İyidir, в най-близък превод: Добри приятели)  е турски телевизионен сериал, продукция на O3 Medya, започва да се излъчва по Show TV на 28 август 2016 г., с участието на Аслъ Мелиса Узун, Идрис Неби Ташкан, Су Кутлу, Акън Акънйозю, Хаял Кьосеолу.

## Актьорски състав
- Аслъ Мелиса Узун – Седа Йълмаз
- Идрис Неби Ташкан – Ерен Кахраман
- Су Кутлу – Гизем Субаси
- Акън Акънйозю – Юнус Чаглаян
- Хаял Кьосеолу – Мерве Алтинкопру
- Джанкат Айдос – Арда
- Дидем Инселел – Айше Йълмаз
- Неслихан Йелдан – Джандан Субаси
- Едже Диздар – Лейля Йълмазкая
- Пънар Чаалар Генчтюрк – Сема Кахраман
- Деврим Оздер Акън – Салих Йълмаз
- Ахмет Билгин – Суйлеман
- Юлкю Хилал Чифтчи – Дерин Кахраман
- Емре Карайел – Тарик Ферит Джамоглу
- Ахмет Мекин – Ахмет
- Гюрхан Елмалиоглу – Емир Субади
- Къванч Еркан – Ерен Кахраман
- Тунджай Кайнак – Сайт
- Мелис Сезен – Йешим
- Синем Юнсал – Сибел
- Керем Гаргин – Ерен Кахраман
- Алп Навруз – Берке

## Излъчване
| Сезон | Епизоди | Начало на сезона | Край на сезона   | Всички епизоди | ТВ сезон | ТВ канал | Дата и час     |
| ----- | ------- | ---------------- | ---------------- | -------------- | -------- | -------- | -------------- |
| 1     | 10      | 28 август 2016   | 30 октомври 2016 | 1 – 10         | 2016     | Show TV  | неделя (20:00) |

## В България
Сериалът е закупен за излъчване по Dizi (TDC – Timeless Dizi Channel) и започва излъчване на 15 септември 2023 г., всеки делник от 20:40 ч., и завършва на 3 ноември. След това са излъчени няколко повторения на сериала по Dizi. Ролите се озвучават от Ирина Маринова, Мими Йорданова, Елисавета Господинова, Петър Бонев и Илиян Пенев.